# Legends of Pegasus
Legends of Pegasus — фантастическая стратегическая компьютерная игра, сочетающая жанры пошаговая стратегия, стратегия в реальном времени, 4X и глобальная стратегия. Игра разработана немецкой компанией Novacore Studios и выпущена для PC. Мировым издателем игры является Kalypso Media.

## Описание
Игра является космической глобальной 4X-стратегией с преобладанием пошаговой стратегии. На Земле происходят катаклизмы и тем самым делают непригодной для проживания. Целью игры является найти для Землян новую планету пригодную для жизни. В игре есть возможность исследовать вселенную, проводить в ней исследования и совершенствовать её экономически. Также в игре имеется древо развития, которое дает возможность открывать  технологии, модернизировать корабль и вести дипломатическую работу с другими расами. В Legends of Pegasus доступны три расы и 12 фракций. В игре также присутствуют тактические сражения в стиле стратегии в реальном времени.

## Рецензии
Журнал Игромания поставил игре 2 балла из 10-ти, сделав следующее заключение: «Сырая и порой попросту неиграбельная Legends of Pegasus — неожиданность уровня бабушек из Бураново. Журнал „Игромания“ должен предупредить: эта игра содержит сцены, подрывающие любовь к людям и жанру, и в силу своего содержания не рекомендуется никому».
Absolute Games поставил игре 30%. Обозреватели отметили огромное количество багов, ужасный интерфейс и управление, слабый сюжет и слабый искусственный интеллект ботов.
| Сводный рейтинг       | Сводный рейтинг     |
| Агрегатор             | Оценка              |
| --------------------- | ------------------- |
| GameRankings          | 37 % (6 отзывов)    |
| Metacritic            | 36/100 (11 отзывов) |
| Иноязычные издания    |                     |
| Издание               | Оценка              |
| GameSpy               | [ 5 ]               |
| IGN                   | 4,1/10              |
| Русскоязычные издания |                     |
| Издание               | Оценка              |
| Absolute Games        | 30/100              |
| PlayGround.ru         | 6,5/10              |
| «Игромания»           | 2,0/10              |